# 됭케르크 철수 작전
됭케르크 철수 작전(영어: Dunkirk evacuation)은 1940년 5월 26일 - 6월 4일)은 제2차 세계 대전 초기 작전 가운데 하나다. 됭케르크 전투에서 벨기에군과 영국 원정군, 프랑스군 등을 포함한 총 30만여 명 이상의 병사들을 구출할 목적으로 실행한 대규모 철수 작전이다. 당시 연합군의 작전암호명은 다이나모 작전(Operation Dynamo)이었으며 됭케르크의 기적(Miracle of Dunkirk)으로도 불린다.
영국군 해군 중장 버트람 램지가 작전을 계획하여, 영국 수상 윈스턴 처칠에게 다이나모 룸(다이나모는 발전기가 있던 도버 성 지하의 해군지휘소 방 이름)에서 이 작전에 관한 개요를 설명한 데서 이름이 유래했다.
9일 동안 860척에 달하는 선박을 급히 모았고, 총 338,226명의 병사들(영국군 192,226명, 프랑스군 139,000명)을 프랑스의 됭케르크에서 구출하였다. 이 유명한 "됭케르크의 작은 배들"(Little Ships of Dunkirk)에는 여러 가지 화물선, 어선, 유람선 및 왕립 구명정협회의 구명정 등 민간선박을 긴급히 징발해서 병사를 해안과 바다에 대기한 대형 선박(주로 대형 구축함)으로 운반했다. 이 "작은 배들의 기적"은 영국 국민의 마음에 깊이 각인되어 사기를 높였다. 사실 병사 80% 이상이 항구의 방파제에서 42척 구축함 등 기타 대형 선박에 탑승해 철수하였다.

## 배경
1939년 8월 나치 독일은 소련과 상호불가침조약을 체결하였다. 영국과 프랑스가 소련과 군사동맹을 맺고자 했으나 나치 독일은 소련에 거부하기 힘든 제안을 하였고 결국 독소간에 조약체결을 성사시켰다. 히틀러는 스탈린에게 폴란드의 분할과 발트해 연안국을 소련이 차지하는 것에 동의하였던 것이다. 히틀러는 조약체결 직후인 9월 1일에 폴란드를 침공하여 제2차 세계대전을 일으켰다.
영국과 프랑스가 즉각적으로 독일에 대하여 선전포고를 하였으나 1940년 5월 초까지 독일군과의 직접적인 전면전은 피했다.(가짜전쟁) 그사이 독일은 공중폭격과 기갑부대의 기동력을 앞세워 속전속결로 덴마크, 노르웨이, 유고슬라비아, 그리스를 수중에 넣었고, 5월달에 들어 네덜란드 지역으로 우회하여 마지노선을 무력화시키며 프랑스를 공격했다. 영국과 프랑스 등으로 이루어진 연합군은 독일군 방어에 실패하였고 됭케르크까지 밀렸다. 그러나 히틀러 독일 총통이 연합군의 대규모 반격을 우려하며 됭케르크를 포위하고 있던 병력들에게 정지 명령을 내렸고, 이로 인해 연합군의 대부분은 탈출에 성공하게 된다.

## 철수 경과

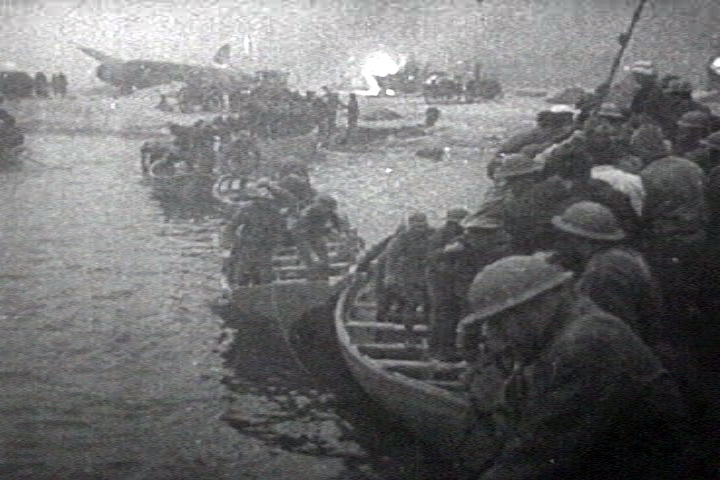
구명정으로 탈출한 영국 병사

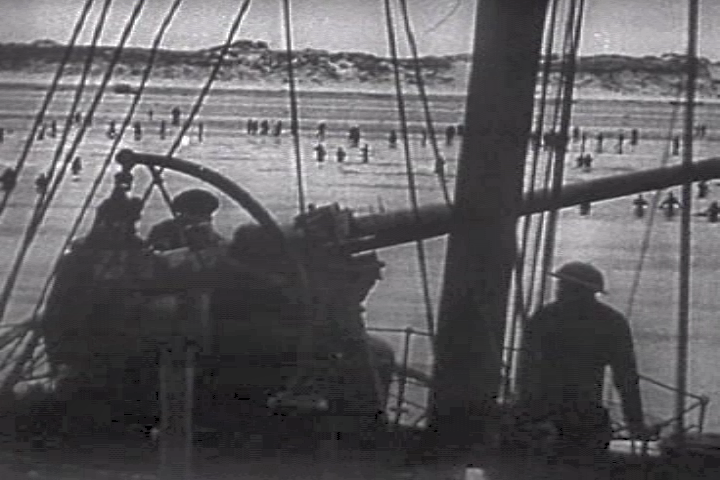
병사들의 구조를 엄호하는 영국 해군 기관총수(1940년）

처음 계획에서는 영국 원정군(BEF) 45,000명을 2일 만에 철수시키는 것이었으나, 이것은 독일군이 철수를 저지하는 행동을 개시할 때까지 시간을 예측한 것이었다. 그러나 이 기간에 첫날 7,000명을 포함한 25,000명밖에 탈출할 수 없었다.
5월 27일 이른 아침, 10척 구축함을 증원해서 해안 가까이에 다가와 수천 명을 구조했다. 그러는 동안 좁혀진 됭케르크 포위망에서 철수 속도는 착실히 올라갔다.
5월 29일 저녁쯤 독일공군의 최초 중폭격이 있기까지 약 47,000명 영국군 병사를 구출했다. 다음날 최초 프랑스군 병사를 포함한 54,000명이 승선했다. 5월 31일 68,000명 및 BEF 지휘관을 구출했다.
6월 1일 그날 철수를 저지하기 위한 폭격이 격렬해지기 전 에 거의 64,000명 연합군 병사가 출발했다.
6월 2일밤 영국군 후위부대가 60,000명 프랑스 병사와 함께 출발했다. 그리고 26,000명 프랑스 병사가 다음날 밤 작전 종료 전에 철수할 수 있었다.
프랑스군 2개 사단은 철수를 엄호하기 위해 남았다. 그들은 독일군 진격을 저지하고, 얼마안가 포로가 되었다. 1940년 6월 3일 후위부대 잔여 프랑스군 대부분은 투항했다.
다음날 BBC는 "후위부대 지휘관 해롤드 알렉산더 소장이 이날 아침, 모터보트로 텅케르크 해안을 시찰하여 영국으로 돌아가는 최후의 선박이 출발하기 전에 오르지 못하는 이가 없는지 확인했다"라고 전했다.

## 손실

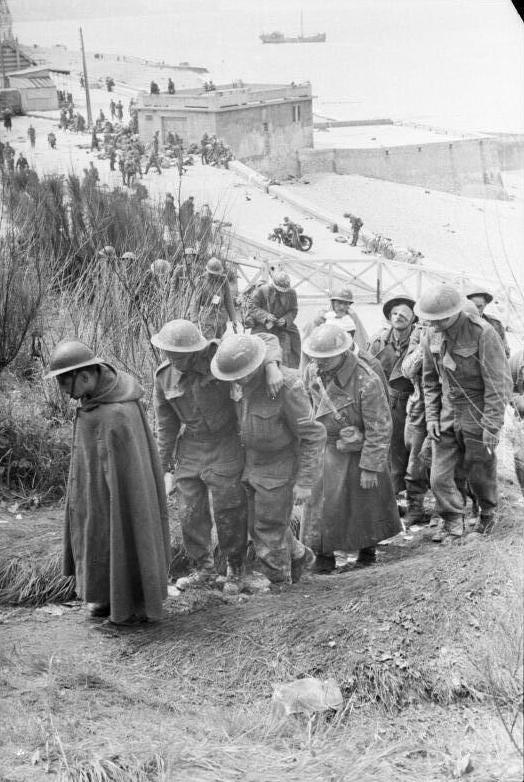
영국군 및 프랑스군 포로（1940년 6월, 됭케르크에서)

철수 작전은 대체로 성공했지만, 영국군이 프랑스에 갖고 들어간 화포 등 중장비 및 차량은 모두 버리고, 수십만 프랑스 병사는 됭케르크 포위망 안에서 포로가 되었다. 영국 구축함 6척과 프랑스 구축함 3척은 9척의 대형 선박과 함께 격침되었고, 구축함 19척이 손상되었다. 연합국 선박 200척 이상이 침몰했고, 같은 숫자의 선박이 손상을 입었다.
처칠은 자신의 제2차 세계대전에 관련된 저서 속에서 영국 공군(RAF)이 독일 공군에게서 철수하는 병사를 지키기 위해 중요한 역할을 맡았던 것을 밝혔고, RAF의 지원이 없었다면 연합군은 이 철수를 성공리에 끝마칠 수는 없었다고 이야기했다. 처칠은 또한 해안의 모래가 폭격의 충격을 흡수했다고 이야기했다.
독일 공군은 항공기 132대를 잃었지만, RAF 손실은 474대였다.
그러나 철수하는 병사들은 이 커다란 지원을 거의 느끼지 못했다. 왜냐하면 안개가 짙어 그들에게는 보이지 않았기 때문이었다. 많은 공군병은 어떠한 지원도 없이 임무를 수행했다.
프랑스 또한 많은 선박을 철수하면서 잃어버렸다. 대부분 프랑스 해군 선박은 항구에서 대기중이었고, 영국군은 독일군이 사용하지 못하게 하고자 폭격하고 침몰시켰다.

## 여파
작전 완료 전, 처칠은 작전의 전망에 비관적이어서 하원에서 '무겁고, 엄숙한 이야기를 전할지도 모른다'라고 경고했다. 그 후 처칠은 작전의 성과를 "기적"이라고 말하고, 영국의 언론은 이 철수를 [대실패가 대성공이 되었다]라고 소개했다. 처칠은 6월 4일 하원에서 말하길 '나는 이 구출이 승리를 나타내는 것은 아니라는 것에 주의하지 않으면 안 된다. 철수는 했지만 전쟁은 아직 이기지 않았다]라고 국내에 알리지 않으면 안 되었다. 그런데도 "됭케르크 정신"(영국 국민이 단결하여 역경을 극복하지 않으면 안 될 때 사용된 브렌즈)의 단어는 지금도 영국인에게서 아직 들을 수 있다.
됭케르크에서 영국 병사의 구출은 영국 국민의 사기를 정신적으로 성장시켜, 그들은 아직 독일의 침략에 대항할 수 있는 힘이 남게 되어, 독일과의 화평을 모색하려던 움직임도 종지부를 찍었다.
구출된 영국 병사의 대부분은 영국 본토의 수비를 맡았다. 침략의 징후가 보이지 않게 되자, 그들은 중동 및 기타 지역으로 파견되어 1944년 프랑스로 돌아왔을 때 육군의 중심이 되었다.
칼 되니츠를 비롯한 에리히 폰 만슈타인과 하인츠 구데리안등 여러명의 독일 고급장교도 독일군 최고사령부가 공격명령을 내리는 시기를 늦췄기 때문에 영국원정군을 괴멸시키는 목표를 실패한것을 인정했다. 이것은 독일이 서부전선에서 벌인 커다란 실수 중 하나였고, 기타 다른 예로는 몰타섬 및 지브롤터의 점령 실패를 들 수 있다.
100,000명 이상 구출된 프랑스군은 신속하고 효과적으로 영국 남서부의 여러 캠프에 보내져, 본국으로 송환할 때까지 일시적으로 대기했다. 후에 영국 선박은 프랑스군을 브레스트, 쉘부르 기타 노르망디 및 브르타뉴 반도의 항구로 운반하였고, 귀환한 병사의 절반정도가 휴전할때까지 독일전선에 배치되었다.
프랑스에서는 영국 해군이 영국군의 철수를 우선하여 그 대가를 프랑스가 짊어진 것에 대해 격렬한 원한을 갖게 되었다. 프랑스군 사령관 프랑수와 다를랑 장군은 처음 영국군이 우선해야 한다고 명령했으나, 5월 31일 처칠과 파리에서 회담을 벌여 철수는 평등하게 이루어져 영국군이 후위부대를 맡을것을 명령했다. 최종적으로 수천 명의 프랑스군이 투항했으나, 6월 4일 26,175명의 프랑스인을 데려가기 위해 철수는 하루 정도 연장되었다.
영국 정부는 됭케르크에서의 군수품의 대량 손실을 보충하기 위해 재정부담을 미국에 의존하였다.
성 조지 선박기는 "됭케르크쟈크"라고 알려져, 1940년의 됭케르크 구출 작전에 참가한 크고 작은 모든 민간선박에 사용되었다. 기타 선박에서 사용이 허가된 것은 해군 원수가 탑승한 함뿐이었다.

## 참조문헌
- Churchill, Winston (1959) Memoirs of the Second World War, Boston : Houghton Mifflin, ISBN 0-395-59968-7
- Hastings, Max (2006) A fine account of a triumphant defeat 보관됨 2007-07-11 - 웨이백 머신, Book Review of Sebag-Montefiore (2006), The Telegraph 보관됨 2018-01-25 - 웨이백 머신 online, 28 May 2006 [accessed 3 June 2007]
- Holmes, Richard (ed.) (2001) Dunkirk evacuation, In: The Oxford Companion to Military History, New York : Oxford University Press, ISBN 0-19-866209-2
- Keegan, John (1989) The Second World War, New York : Viking Penguin, ISBN 0-670-82359-7
- Liddell Hart, B. H. (1999) History of the Second World War, New York : Da Capo Press, ISBN 0-306-80912-5
- Murray, Williamson and Millett, Allan R. (2000) A War to Be Won, Cambridge, MA : Belknap Press, ISBN 0-674-00163-X
- Overy, Richard (2006) A very British defeat 보관됨 2007-07-11 - 웨이백 머신, Book Review of Sebag-Montefiore (2006), The Telegraph 보관됨 2018-01-25 - 웨이백 머신 online, 28 May 2006 [accessed 3 June 2007]
- Sebag-Montefiore, Hugh (2006) Dunkirk: fight to the last man, New York : Viking, ISBN 0-670-91082-1[Reviewed by Hastings (2006) and Overy (2006)]
- Weinberg, Gerhard L. (1994) A World at Arms, New York : Cambridge University Press, ISBN 0-521-44317-2
- Wilmot, Chester (1986) The Struggle for Europe, New York : Carroll & Graf, ISBN 0-88184-257-5